# Omphalucha prosciodes
Omphalucha prosciodes là một loài bướm đêm trong họ Geometridae.